# 耿焕
耿焕（?—?），字文叔，元朝大臣，束鹿县人。元惠宗时中书左丞。
耿孝祖之孫，耿继元之子。生卒年不詳。耿煥由中书掾升任为监察御史、都事、治书侍御史。元文宗至顺元年（1330年），官至江西廉访使。至顺二年（1331年），转任江西行省参知政事。至顺三年（1332年），担任江南行台侍御史，入朝为户部尚书、中书参知政事。元惠宗至元元年（1335年），拜为中书左丞，不久罢免。1336年（至元二年），迁侍御史，拜御史中丞。至元六年（1340年），耿焕被赐上尊、束帛，致仕。